# Thomas Engel
Pour les articles homonymes, voir Engel.
Thomas Engel, né le 29 juillet 1941 à Hambourg et mort le 7 mai 2015 à Kreuth, est un réalisateur et scénariste ouest-allemand puis allemand.

## Biographie
Fils du metteur en scène Erich Engel, il fréquente à partir de 1940 l'école d'art dramatique du Deutsches Theater de Berlin, où il tient également de petits rôles au théâtre.
En 1942, il est entré comme acteur au théâtre de Gera, où il a également travaillé comme metteur en scène de théâtre à partir de 1943. Après la fin de la Seconde Guerre mondiale, il retourne à Berlin en 1946, où il travaille à nouveau comme metteur en scène au Deutsches Theater et au Theater am Knie jusqu'en 1949. Il écrivit également ses propres pièces de théâtre, comme Treibgut.
En 1950, Engel devient réalisateur de doublage pour MGM Allemagne, responsable du doublage des films américains jusqu'en 1952. En 1953, sous la direction artistique de son père Erich Engel, il fait des débuts très remarqués en tant que réalisateur de films avec Le Sacrifice d'un enfant (de) d'après le roman d'Erich Kästner.
Par la suite, Engel a surtout réalisé des comédies et, vers 1960, plusieurs schlagerfilms, des films musicaux typiques de l'époque. Après Ma fille et moi (de) avec Heinz Rühmann, il devient un réalisateur de télévision à temps complet. Outre de nombreuses comédies et épisodes de séries, comme deux épisodes de Tatort, il a réalisé quelques adaptations littéraires, comme Les Bonnes (1964) d'après Jean Genet et Henri IV (1967) d'après Luigi Pirandello.
Thomas Engel a été marié de 1944 à 1964 à l'actrice Gisela Trowe (1922-2010). Deux filles sont nées de cette union. En 1944, Angelika (mariée à von Rosenberg, morte en 2013), et en 1945 Barbara Pier (mariée jusqu'en 2001), qui travaille comme artiste peintre à Hambourg.
À partir de 1964, il a été marié à Marianne Högl († 2012).
Ses archives se trouvent dans les archives de l'Académie des arts de Berlin.

## Filmographie

### Réalisateur de cinéma
- 1953 : Le Sacrifice d'un enfant (de) (Pünktchen und Anton) (également co-scénariste)
- 1954 : Mädchen mit Zukunft (de)
- 1954 : Bon Voyage (de) (Glückliche Reise)
- 1955 : Rhapsodie suédoise (de) (Schwedenmädel)
- 1956 : Charmant Escroc (de) (Liebe, die den Kopf verliert)
- 1956 : La Voix que j'aime (de) (Die Stimme der Sehnsucht)
- 1956 : Rien que des ennuis avec l'amour (de) (Nichts als Ärger mit der Liebe)
- 1957 : Wie schön, daß es dich gibt (de)
- 1957 : Junger Mann, der alles kann (de)
- 1958 : Le Groom du Palace-Hôtel (Der Page vom Palast-Hotel)
- 1958 : Le Joyeux Clochard (de) (Der lachende Vagabund)
- 1959 : Courrier du cœur (de) (Liebe auf krummen Beinen)
- 1959 : Toi et la mer bleue (de) (Das blaue Meer und Du)
- 1960 : J'ai appris ça à Paris (de) (Das hab’ ich in Paris gelernt) (également co-scénariste)
- 1960 : Sérénade en Italie (de) (Gauner-Serenade) (également co-scénariste)
- 1961 : Elles pensent toutes à ça (de) (Davon träumen alle Mädchen) (également co-scénariste)
- 1961 : Schlager-Revue 1962 (de) (également co-scénariste)
- 1963 : Le Manoir de l'étrangleur (de) (Die Nylonschlinge) de Rudolf Zehetgruber (scénariste seulement)
- 1963 : Ma fille et moi (de) (Meine Tochter und ich)

### Réalisateur de télévision
- 1958 : Mylord weiß sich zu helfen
- 1960 : Kater Lampe
- 1961 : Wie einst im Mai
- 1961 : Lauter Lügen
- 1962 : Glückliche Reise (de) (également co-scénariste)
- 1962 : Im echten Mann steckt ein Kind (série télévisée)
- 1962 : Ihr gehorsamer Diener (également co-scénariste)
- 1962 : So war Mama
- 1963 : Sein Meisterstück (également co-scénariste)
- 1963 : Frau Luna (également co-scénariste)
- 1964 : Die Zofen (Genet)
- 1964 : Meine Nichte Susanne (également co-scénariste)
- 1965 : Mode-Cocktail
- 1965 : Schicken Sie mir einen Dollar!
- 1965 : An einem ganz gewöhnlichen Tag
- 1965 : Bei Pfeifers ist Ball
- 1966 : Corinne und der Seebär
- 1966 : Duett am Rhein – Duett an der Spree
- 1966 : Wohin mit Fridolin
- 1966/1968 : Wilhelmina (de) (série télévisée)
- 1966 : Meine kleine Welt
- 1966 : Wiedersehen mit Jürgen Faber (Kurz-TV)
- 1967 : Die Frau des Fotografen
- 1967 : Im Ballhaus ist Musike
- 1967 : Heinrich IV.
- 1967 : Gold für Monte Vasal
- 1967 : Im Ballhaus wird geschwoft
- 1968 : Humor ist wenn man trotzdem lacht (TV-Kabarett)
- 1968 : Ein Sommer mit Nicole (série télévisée)
- 1968 : Tucholsky-Sendung
- 1969 : Wie ein Wunder kam die Liebe
- 1969 : Rummelplatz des Lebens (TV-Kabarett)
- 1969 : Miss Molly Mill (de) (série télévisée)
- 1969 : Familie Bergmann (de) (série télévisée)
- 1970 : Ich träume von Millionen
- 1970 : Frau ohne Kuss (également co-scénariste)
- 1971 : Bäng-Bäng (TV-Kabarett)
- 1971 : Stachelschweine (TV-Kabarett)
- 1971 : Glückspilze (de)
- 1971 : Eine Chance für Humbson (Kurz-TV)
- 1972 : Die keusche Susanne (également co-scénariste)
- 1972 : Hofball bei Zille
- 1972 : Wie werde ich reich und glücklich
- 1972 : Mutter Gräbert
- 1972 : Tak heißt Dankeschön
- 1972–1973 : Algebra um Acht (de) (série télévisée)
- 1973 : Mein Onkel Benjamin (de)
- 1973 : So’n Theater
- 1973 : Alle lieben Célimare
- 1974 : Der kleine Doktor (de) (série télévisée)
- 1974 : Hochzeitsnacht im Paradies
- 1974 : Beschlossen und verkündet (de) (série télévisée)
- 1974 : Streng geheim
- 1975 : Manchmal Märchen
- 1975 : Es muß nicht immer Kaviar sein (de) (série télévisée)
- 1976 : Irren ist menschlich
- 1976 : Jörg Preda (série télévisée)
- 1977 : Endstation Paradies (de)
- 1977 : Drei Damen vom Grill (de) (saison 1–6)
- 1977 : Der Führerschein (de)
- 1978 : Das ist die Berliner Luft
- 1978 : Grille und Ameise
- 1979 : Frosch und Eintagsfliege
- 1979 : Trauer um einen verlorenen Sohn
- 1979 : Ihr 106. Geburtstag (également scénariste)
- 1980 : Kintop-Kintop (série télévisée)
- 1980 : Der Urlaub (de)
- 1981 : Zurück an den Absender (de)
- 1981 : Tatort : ''Im Fadenkreuz (de)
- 1981 : Villa zu vermieten
- 1982 : Wie war das damals (également scénariste)
- 1983 : Sorry
- 1982 : Wie es geschah
- 1983 : Lemmi und der Schmöker :Jakob
- 1983 : Detektivbüro Roth (de) (6 saisons)
- 1984 : Der Kandidat (également scénariste)
- 1985 : Plötzlich und unerwartet (de) (également scénariste)
- 1985 : Ein Mann ist soeben erschossen worden
- 1985 : Weiberwirtschaft (série télévisée)
- 1987 : Zwischen Himmel und Erde
- 1987 : Losberg (série télévisée saison 40–46)
- 1988 : Tatort : ''Schuldlos schuldig (de)
- 1988 : Ein Denkmal wird erschossen
- 1991 : Taxi nach Rathenow
- 1992 : Der Struppi ist weg (également scénariste)